# 日本版顧客満足度指数
日本版顧客満足度指数（英: Japanese Customer Satisfaction Index; JCSI）はサービス産業生産性協議会が開発した顧客満足度の指数・システムである。

## 解説
JCSIは顧客満足度すなわち「一定期間、一定回数の利用経験においてその企業やブランドのサービスにどの程度満足したのか」を計測する指数である。様々な業種のサービスについて年に1回、一般人を対象とした21問のアンケート調査をおこない解析し結果（6つの指標とその関係性）を発表している。以下の特徴を持つ。
- 業界横断的なCS比較[4]
- 原因・結果要素を算出できる心理モデル

JCSIは期待不確認理論（英: Expectation-Disconfirmation Theory）を理論的背景として開発された。
JCSIは日本最大級の顧客満足度調査で、「顧客満足」の他、「顧客期待（利用前の期待・予想）」「知覚品質（利用した際の品質評価）」「知覚価値（価格への納得感）」「クチコミ（他者への推奨）」「ロイヤルティ（継続的な利用意向）」の6指標により、各業界・各企業のサービスを多面的に評価できる診断システムとなっている。